# Traugott Gerber
Traugott Gerber (* 16. Januar 1710 in Zodel (getauft); † 8. Februar 1743 in Wyborg) war ein deutscher Mediziner und Botaniker. Nach ihm ist die Pflanzengattung Gerbera benannt.

## Leben
Traugott Gerber wurde am 16. Januar 1710 in Zodel als viertes Kind des Zodeler Pastorenehepaares Johann George Gerber und Sidonia Gerber, geb. Pfeiffer, getauft. Über seine Kindheit und frühe Jugend ist wenig bekannt. Am 29. April 1730 wurde er an der Universität Leipzig als Medizinstudent registriert. Am 29. Juli 1735 erhielt Gerber den Doktortitel für seine Dissertation „De Thoracibus“.
Er verfügte auch über umfangreiches botanisches Wissen, wie durch verschiedene Dokumente belegt ist. Von 1735 bis 1742 war er Arzt in Russland und Direktor des ältesten botanischen Gartens in Moskau. Zwischen 1739 und 1741 führte Gerber einige Expeditionen in Russland an Don und Wolga durch, um Arzneipflanzen und -kräutern zu sammeln. Alle handgeschriebenen Dokumente darüber liegen in russischen Archiven. 1742 folgte er der russischen Armee als Arzt nach Finnland. Er starb mit 33 Jahren in Wyborg, nördlich von Sankt Petersburg.

## Sonstiges
Jan Frederik Gronovius benannte 1735 die Blume Gerbera nach Traugott Gerber, dies wurde 1738 von Carl von Linné systematisiert. Es ist nicht bekannt, wie die Benennung zustande kam.